# كيفن كو
كيفن كو (بالإنجليزية: Kevin Coe)‏ هو مقدم برامج إذاعية أمريكي، ولد في 2 فبراير 1947.